# Іст-Пепперелл (Массачусетс)
Іст-Пепперелл (англ. East Pepperell) — переписна місцевість (CDP) в США, в окрузі Міддлсекс штату Массачусетс. Населення — 2120 осіб (2020).

## Географія
Іст-Пепперелл розташований за координатами 42°39′45″ пн. ш. 71°33′43″ зх. д. / 42.66250° пн. ш. 71.56194° зх. д. (42.662589, -71.562048).  За даними Бюро перепису населення США в 2010 році переписна місцевість мала площу 3,76 км², з яких 3,67 км² — суходіл та 0,10 км² — водойми.

## Демографія
Згідно з переписом 2010 року, у переписній місцевості мешкало 2059 осіб у 821 домогосподарстві у складі 556 родин. Густота населення становила 547 осіб/км².  Було 856 помешкань (227/км²).
Расовий склад населення:
| - 96,0 % — білих - 1,1 % — азіатів - 1,0 % — чорних або афроамериканців - 0,2 % — корінних американців |

До двох чи більше рас належало 1,6 %. Частка іспаномовних становила 1,9 % від усіх жителів.
За віковим діапазоном населення розподілялося таким чином: 21,2 % — особи молодші 18 років, 68,3 % — особи у віці 18—64 років, 10,5 % — особи у віці 65 років та старші. Медіана віку мешканця становила 41,1 року. На 100 осіб жіночої статі у переписній місцевості припадало 96,5 чоловіків;  на 100 жінок у віці від 18 років та старших — 93,3 чоловіків також старших 18 років.
Середній дохід на одне домашнє господарство  становив 79 281 долар США (медіана — 78 894), а середній дохід на одну сім'ю — 80 911 долар (медіана — 79 936). За межею бідності перебувало 11,1 % осіб, у тому числі 17,6 % дітей у віці до 18 років та 9,3 % осіб у віці 65 років та старших.
Цивільне працевлаштоване населення становило 1050 осіб. Основні галузі зайнятості: освіта, охорона здоров'я та соціальна допомога — 25,6 %, виробництво — 10,7 %, роздрібна торгівля — 9,9 %, науковці, спеціалісти, менеджери — 9,8 %.